# Trucy-l’Orgueilleux
Trucy-l’Orgueilleux ist eine französische Gemeinde mit 218 Einwohnern (Stand: 1. Januar 2022) im Département Nièvre in der Region Bourgogne-Franche-Comté. Sie gehört zum Arrondissement Clamecy und zum Kanton  Clamecy. 

## Geographie
Trucy-l’Orgueilleux liegt etwa 40 Kilometer südsüdwestlich von Auxerre. Das Gemeindegebiet wird vom Fluss Sauzay durchquert. Nachbargemeinden von Trucy-l’Orgueilleux sind Billy-sur-Oisy im Norden und Nordwesten, Oisy im Norden und Osten, Breugnon im Südosten sowie Corvol-l’Orgueilleux im Süden und Westen.

## Bevölkerungsentwicklung
| Jahr                       | 1962 | 1968 | 1975 | 1982 | 1990 | 1999 | 2006 | 2011 | 2016 |
| Einwohner                  | 350  | 360  | 341  | 281  | 259  | 229  | 229  | 233  | 221  |
| Quellen: Cassini und INSEE |      |      |      |      |      |      |      |      |      |

## Sehenswürdigkeiten
- Kirche Saint-Jean-Baptiste aus dem 13. Jahrhundert
- Schloss Les Créneaux aus dem 14. Jahrhundert, Umbauten aus dem 17. Jahrhundert, Monument historique

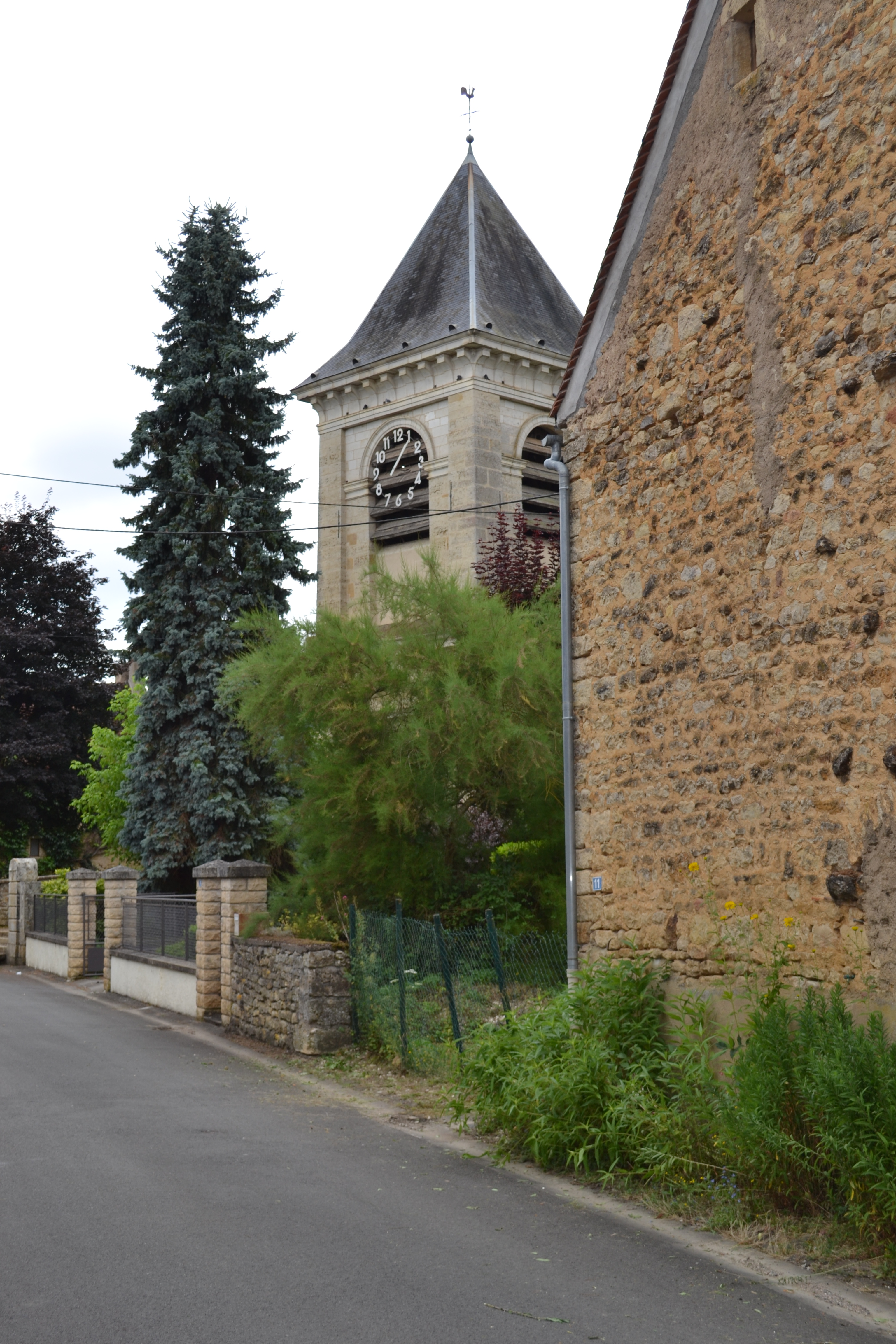
Kirche Saint-Jean-Baptiste